# イマジナリーキューブ
イマジナリーキューブ（いまじなりーきゅーぶ、英: Imaginary Cube）とは、3次元空間において、直交する三方向からの射影が全て正方形となり、かつ、それぞれの射影によって得られる正方形の辺が、残りの2つの方向と平行であるような立体図形のことである。立方体や正四面体はイマジナリーキューブである。正八面体は定義の前半部分の条件は満たしているが、射影した正方形の辺が残りの射影方向と平行になっていないのでイマジナリーキューブではない。イマジナリーキューブは、フラクタルと密接な関わりを持っているという点でも重要である。例えば、代表的なフラクタル図形であるシェルピンスキー四面体もイマジナリーキューブである。特定のイマジナリーキューブについては、空間充填などのより深い性質が知られている。ある図形がイマジナリーキューブであるかどうかを視覚的に判断することは難しいが、立方体の箱の中に入れることによってイマジナリーキューブであることの確認が容易となる。

## 極小凸イマジナリーキューブの種類
イマジナリーキューブが凸であるとは、その内部または境界にある任意の二点間を結ぶ線分が、そのイマジナリーキューブの外に出ることがないものを言う。極小凸イマジナリーキューブ(英:minimal convex imaginary cube)とは、凸イマジナリーキューブであって、その真部分集合の中に「射影した時の正方形の面積が元のイマジナリーキューブと等しくなるような凸イマジナリーキューブ」が存在しない図形のことである。立方体は頂点を少し切り落としても凸イマジナリーキューブのままであるから極小凸イマジナリーキューブではないが、正四面体や立方八面体は極小凸イマジナリーキューブである。
極小凸イマジナリーキューブは分類することができる。
立方体の8頂点のうち、どの頂点を含んでいるかによって分類を行う。立方体の8頂点のうち含んでいる頂点が回転によって重なる極小凸イマジナリーキューブを同値な極小凸イマジナリーキューブとよび、分類上同じ図形として扱う。例えば、立方体の8頂点全てを含むような極小凸イマジナリーキューブは存在しないことが容易にわかる。このようにして全ての場合を考えることで、極小凸イマジナリーキューブは全部で16種類存在することが証明されている。そのうち鏡像の関係になっているものが1組存在するので鏡像も同一視すると全部で15種類存在することになる。

## 特徴的なイマジナリーキューブ

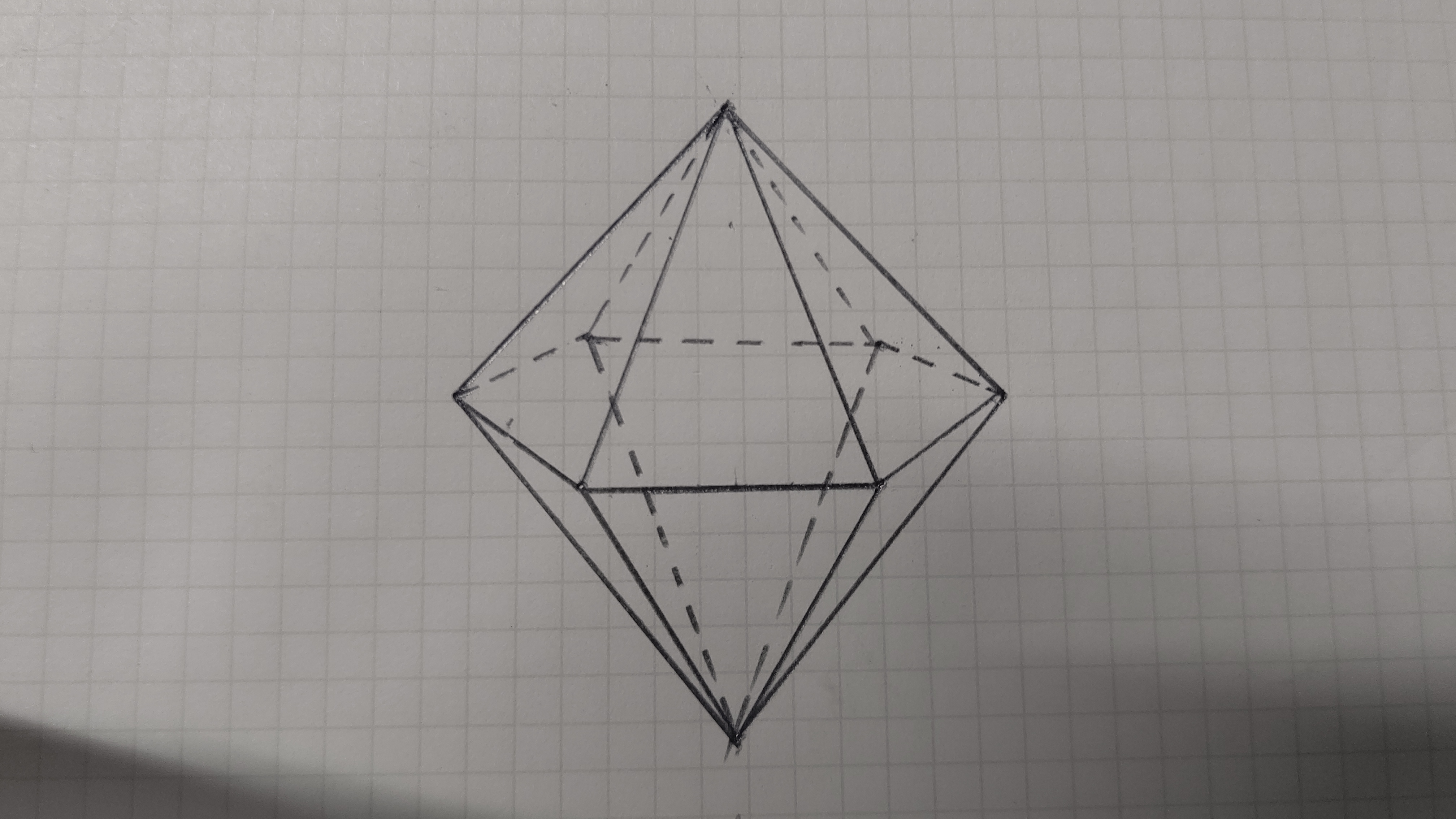
hexagonal bipyramid

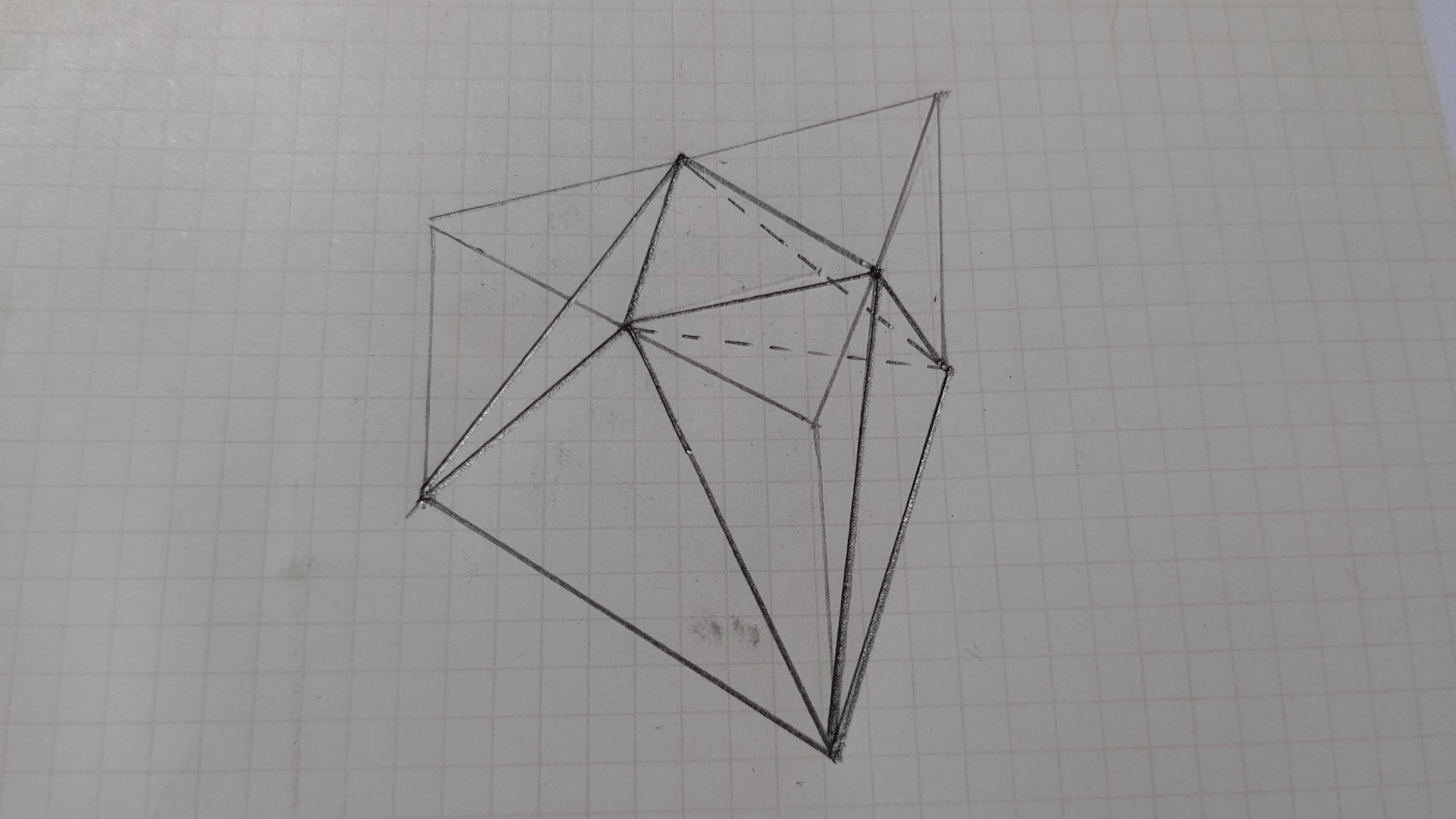
triangular antiprismoid

イマジナリーキューブのうちhexagonal bipyramid(右図参考、以下H)とtriangular antiprismoid(右図参考、以下T)とよばれる形には興味深い特徴があることが知られている。この2つの形によって3次元空間を充填することができる。
極小凸イマジナリーキューブを射影した像の正方形の1辺の長さを1とすると、そのイマジナリーキューブは1辺の長さが1の立方体の箱の中に入れることができる。1辺の長さが2の立方体の箱の中に8個のイマジナリーキューブを入れることができることは明らかである。一方、9個目のイマジナリーキューブを入れることができるとは限らない。しかし、3次元空間を充填できるHとTを組み合わせることにより、3つのHと6つのTの計9個のイマジナリーキューブを立方体の箱の中に入れることができる。

## ダブルイマジナリーキューブ
イマジナリーキューブの中には、ダブルイマジナリーキューブと呼ばれる特徴的な形が存在する。ダブルイマジナリーキューブとは、イマジナリーキューブの条件を満たすような直交する3方向を2つとることができる図形のことである。上記15種類の極小凸イマジナリーキューブのうちH(hexagonal bipyramid)のみがダブルイマジナリーキューブとなっている。